# Spiceberg Slim
Spiceberg Slim è l'ottavo album in studio del rapper statunitense Spice 1, pubblicato nel 2002.

## Tracce
1. Spiceberg Slim – 3:38
2. Welcome Back to the Ghetto – 4:09
3. If It Ain't Rough, It Aint Me – 3:38
4. Its Nothin – 2:53
5. Thuggin (feat. Kokane & Tray Deee) – 3:39
6. You Got Me Fucked Up – 3:25
7. Turn da Heat Down (feat. Outlawz) – 5:17
8. Haters (Come out and Play) (feat. Spade) – 3:44
9. Niggas I Roll Wit – 3:44
10. Lucky I'm Rappin (feat. Jayo Felony) – 3:46
11. Azz Hole Naked – 4:07
12. Das OK (feat. Rappin' 4-Tay) – 3:35
13. Pistols, Power, Paper – 3:46